# سوفيا جوباكسي
سوفيا جوباكسي (بالمجرية: Gubacsi Zsófia)‏ مواليد 6 أبريل 1981 في بودابست، هي لاعبة كرة مضرب مجرية سابقة بدأت مسيرتها كمحترفة سنة 1999 وكانت تلعب باليد اليمنى، اعتزلت اللعب في 2007. أعلى تصنيف لها في الفردي كان المركز الـ 76 في سنة 2002. أعلى تصنيف لها في الزوجي كان المركز الـ 93 في سنة 2003.

## النهائيات

### الفردي: 1 (1–0)
| الحصيلة | الرقم | التاريخ       | الدورة                | الأرضية | المنافس             | النتيجة            |
| ------- | ----- | ------------- | --------------------- | ------- | ------------------- | ------------------ |
| الفوز   | 1.    | 23 يوليو 2001 | الدار البيضاء، المغرب | ترابية  | ماريا إلينا كاميرين | 1–6, 6–3, 7–6(7–5) |

### الزوجي: 3 (1–2)
| الحصيلة | الرقم | التاريخ       | الدورة                        | الأرضية | الشريك         | المنافس                         | النتيجة       |
| ------- | ----- | ------------- | ----------------------------- | ------- | -------------- | ------------------------------- | ------------- |
| الوصافة | 1.    | 22 أبريل 2001 | جائزة بودابيست الكبيرة، المجر | ترابية  | دراغانا زاريتش | جانيت هوساروفا تاتيانا جاربين   | 1–6, 3–6      |
| الفوز   | 1.    | 14 أبريل 2002 | البرتغال المفتوحة، البرتغال   | ترابية  | إيلينا بوفينا  | بربارا ريتنر ماريا فينتو كابتشي | 6–3, 6–1      |
| الوصافة | 2.    | 21 أبريل 2002 | جائزة بودابيست الكبيرة، المجر | ترابية  | إيلينا بوفينا  | كاترين باركلاي إميلي لوا        | 4–6, 6–3, 6–3 |

## روابط خارجية
- سوفيا جوباكسي على موقع رابطة محترفات التنس (الإنجليزية)
- سوفيا جوباكسي على موقع الاتحاد الدولي لكرة المضرب (الإنجليزية)
- سوفيا جوباكسي على موقع كأس بيلي جين كينغ (الإنجليزية)
- سوفيا جوباكسي على موقع خلاصة التنس.كوم (الإنجليزية)